# 유럽 고속도로 842호선
유럽 고속도로 842호선(European route E842)은 이탈리아의 나폴리에서 시작하여 아벨리노를 거쳐 카노사디풀리아까지 이르는 B-클래스 고속도로 노선으로, 총연장은 257 km이다.

## 경로
- 이탈리아
  - E45 나폴리
  - E841 아벨리노
  - E55 카노사디풀리아(영어판)